# Myiopharus huascarayus
Myiopharus huascarayus là một loài ruồi trong họ Tachinidae.